# Caniles
Caniles é um município da Espanha na província de Granada, comunidade autónoma da Andaluzia, de área 216 km² com população de 4930 habitantes (2007) e densidade populacional de 22,04 hab/km².

## Demografia

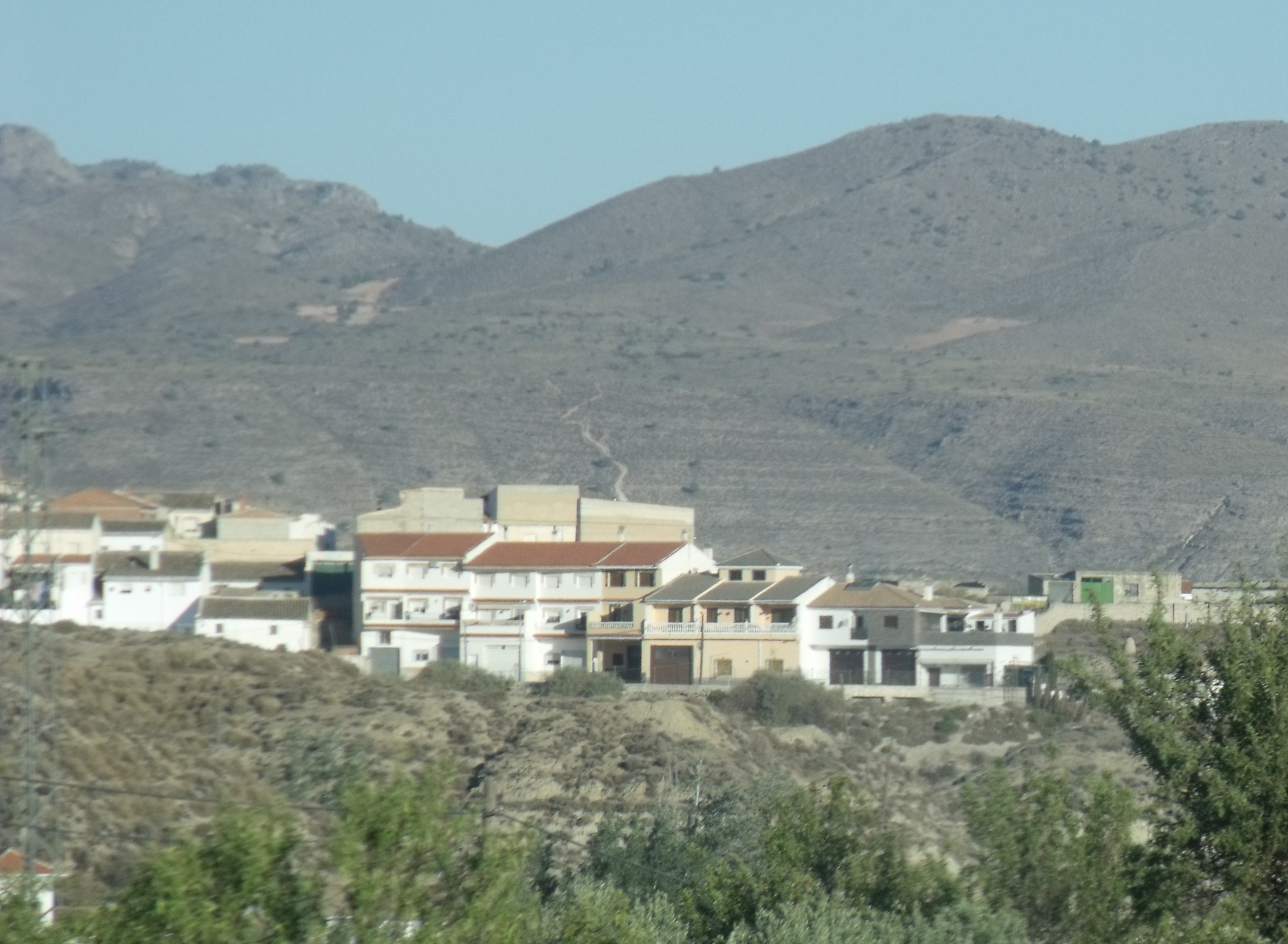
Visão geral do Caniles (2016)

| Variação demográfica do município entre 1991 e 2004 | Variação demográfica do município entre 1991 e 2004 | Variação demográfica do município entre 1991 e 2004 | Variação demográfica do município entre 1991 e 2004 |
| --------------------------------------------------- | --------------------------------------------------- | --------------------------------------------------- | --------------------------------------------------- |
| 1991                                                | 1996                                                | 2001                                                | 2004                                                |
| 5181                                                | 5303                                                | 4817                                                | 4782                                                |